# 七星区街道
七星区街道，是中华人民共和国广西壮族自治区桂林市七星区下辖的一个乡镇级行政单位。

## 行政区划
七星区街道下辖以下地区：
码坪社区、龙隐社区、七星社区、桂大社区、漓东社区、穿山社区、施家园社区、师大育才社区和金星社区。